# 薩利亞哈克山
16°59′40″S 70°25′36″W / 16.99444°S 70.42667°W
薩利亞哈克山（Sallajaque），是秘魯的山峰，位於該國南部塔克納大區的坎達拉韋省，屬於安第斯山脈的一部分，處於圖圖帕卡火山西南面和維拉科略山以西，海拔高度5,180米。